# Michel Jazy
Michel Jazy (Oignies, 13 giugno 1936 – Dax, 1º febbraio 2024) è stato un mezzofondista francese.

## Biografia
Nel 1956 partecipò alle Olimpiadi di Melbourne: giunse settimo nella batteria di qualificazione dei 1500 m mancando l'accesso alla finale; due anni dopo ottenne un decimo posto ai Campionati europei di Stoccolma. La sua carriera ebbe una svolta nel 1960: alle Olimpiadi di Roma conquistò a sorpresa la medaglia d'argento nella gara dei 1500 m in cui l'australiano Herbert Elliott fece segnare il record del mondo. Nel 1962, sempre sui 1500 m, vinse l'oro ai Campionati europei disputatisi a Belgrado. Nel 1964, alle Olimpiadi di Tokyo, sfiorò la seconda medaglia olimpica giungendo quarto sui 5000 m con lo stesso tempo del terzo classificato, lo statunitense William Dellinger, appena due decimi dopo il tedesco Harald Norpoth, secondo. Due anni dopo si confermò ai vertici europei vincendo l'oro sui 5000 m e l'argento sui 1500 m ai Campionati di Budapest.
Nella sua carriera, Jazy fece segnare numerosi record del mondo, sia individuali che in staffetta: il primo il 14 giugno 1962, sui 2000 m, con il tempo di 5'01"5; pochi giorni dopo, il 27 giugno, batté il record mondiale dei 3000 m in 7'49"2. Nel giugno del 1965 mise a segno una sequenza ravvicinata di primati mondiali: sul miglio, in 3'53"6, il 9 giugno a Rennes; sulle 2 miglia, il 23 giugno, battendo l'ex primatista Ron Clarke e facendo segnare anche il record al passaggio sui 3000 m; infine, due giorni dopo, correndo una frazione della staffetta 4 x 1500 m, con il tempo complessivo di 14'49"0.
Fu detentore del record europeo sui 1500 m dal 28 luglio 1963 al 14 luglio 1965 e dal 25 giugno 1966 al 23 luglio 1970.

## Palmarès
| Anno | Manifestazione | Sede     | Evento | Risultato | Prestazione | Note                  |
| ---- | -------------- | -------- | ------ | --------- | ----------- | --------------------- |
| 1960 | Olimpiadi      | Roma     | 1500 m | Argento   | 3'38"4      |                       |
| 1962 | Europei        | Belgrado | 1500 m | Oro       | 3'40"9      | Record dei campionati |
| 1966 | Europei        | Budapest | 1500 m | Argento   | 3'42"2      |                       |
| 1966 | Europei        | Budapest | 5000 m | Oro       | 13'42"8     | Record dei campionati |

## Campionati nazionali
1961
- 9º ai campionati francesi di corsa campestre - 40'47"4

1962
- Oro ai campionati francesi di corsa campestre - 32'01"6

1965
- Oro ai campionati francesi di corsa campestre - 32'44"

1966
- Oro ai campionati francesi, 5000 m piani - 13'49"8
- Oro ai campionati francesi di corsa campestre - 35'07"8

## Altre competizioni internazionali
1962
- Oro alla Cinque Mulini ( San Vittore Olona) - 31'57"

1963
- Oro alla Cinque Mulini ( San Vittore Olona) - 31'57"